# Fahim Anwari
Fahim Anwari (arabisch فهیم انوري; * 5. Mai 1999 in Kabul) ist ein afghanischer Schwimmer.

## Karriere
Anwari trainiert seit Januar 2021 im Rahmen eines Programms der FINA im russischen Kasan. Dort stellte er im April desselben Jahres zwei neue nationale Rekorde über 50 m Schmetterling und 50 m Brust auf. Im Sommer folgte die Teilnahme an den Olympischen Spielen in Tokio. Der Afghane war der erste Schwimmer des Landes bei Olympischen Spielen. Dort erreichte er über 50 m Freistil Rang 69.